# Mensema
Mensema is een voormalige borg langs de Wolddijk ten westen van Noordwolde.
De naam Mensema kan in verband gebracht worden met Eyse Mensuma. Er waren namelijk in de 16e eeuw in de rechtstoel Noordwolde 5 of 6 ommegangen en een daarvan werd bediend door Eyse Mensuma. In 1623 werd Mensema verkocht en in 1661 is er onenigheid over het bouwen van een behuizing op de Mensemaheerd. Mensema heeft vermoedelijk vanaf die periode een meer borgachtig uiterlijk gekregen. De borg is dan in het bezit van de familie Wilcken.
In 1726 omvatte de "plaatse Mensuma" "een behuizing, boerenwoning, grote Friese schuur en 57 grazen land, hoven, grachten, singels, bomen, planten, een ommegang in het redgerrecht van Noordwolde en een legerstede in de kerk".
In 1801 is er alleen nog sprake van een boerderij. Het borgstee met daarop de boerderij is momenteel nog goed herkenbaar.